# Julia Kent (Schauspielerin)
Julia Kent (* 26. Januar 1961 in München, als Juliana Maria Fürsich) ist eine deutsche Schauspielerin, Drehbuchautorin und Schriftstellerin.

## Leben
Kent wurde 1961 in München als Tochter einer Oberstudienrätin und freien Künstlerin und eines Rechtsanwaltes geboren. Nach einer klassischen Ballettausbildung und ihrem Abitur studierte sie zunächst in München Katholische Theologie, Psychologie, Theaterwissenschaften und Neuere Deutsche Literaturgeschichte, widmete sich dann aber ganz ihrer Ausbildung als Schauspielerin und Autorin.
Ihre  Karriere begann Kent als Komparsin bei Rainer Werner Fassbinder mit Hanna Schygulla und Armin Mueller-Stahl. Bald entdeckte sie der italienische Regisseur Umberto Lenzi und besetzte sie im Actionfilm Hungrige Skorpione. In den folgenden Jahren arbeitete sie mit international bekannten Stars wie Ernest Borgnine, James Brolin, Telly Savalas, Larry Hagman, George Hamilton und Morgan Fairchild und schrieb auch die Drehbücher für viele internationale Spielfilme, u. a. für Killing Blue mit Armin Mueller-Stahl, Kunyonga Mord in Afrika, Rote Rosen für ein Callgirl, Der schwarze Fluch, Paradies am Ende der Berge und Der blaue Diamant. Ende der 1980er-Jahre lebte sie einige Jahre in Los Angeles und machte auch das Casting für viele internationale Stars wie Telly Savalas, David Cassidy, Larry Hagman, Ernest Borgnine, James Brolin, Morgan Fairchild. In der Rolle der Krista Springer spielte sie Anfang der 1990er-Jahre an der Seite von Roy Black in der Serie Ein Schloß am Wörthersee.
1995 zog sie sich ins Privatleben zurück, feierte jedoch 1999 an der Seite von Pierre Brice als Jane Kimball in Indiskret (nach dem Stück Kind Sir von Norman Krasna) als Theaterschauspielerin in Deutschland, Österreich und der Schweiz große Erfolge. Zusammen mit Pierre Brice schrieb sie auch das Buch für „Halbblut“, Karl May Festspiele in Bad Segeberg und spielte selbst in Weitenfels/Österreich in Karl May Festspielen mit. Neben Drehbüchern schrieb sie auch Romane wie Das verlorene Lächeln.
Ab 2024 feierte sie ihr Comeback in der Gastrolle der „Annamaria Fuchs“ in der Serie Dahoam is Dahoam (4 Folgen).
Julia Kent lebt mit Ehemann und ihren drei Kindern auf einem Bio-Bauernhof.

## Filmografie

### Darstellerin
- 1983: Sunshine Reggae auf Ibiza
- 1985: Hungrige Skorpione (Squadra selvaggia)
- 1986: Die Schokoladen-Schnüffler
- 1986: Kunyonga – Mord in Afrika
- 1987: Zärtliche Chaoten
- 1988: Starke Zeiten
- 1988: Zärtliche Chaoten II
- 1988: Rote Rosen für ein Callgirl (Rose Tattoo)
- 1988: Killing Blue
- 1989: Gummibärchen küßt man nicht
- 1990: Eine Frau namens Harry
- 1990–1993: Ein Schloß am Wörthersee (TV)
- 1993: Der blaue Diamant (TV)
- 1993: Sonne über dem Dschungel (Ogni scimmia ha il suo ramo)
- 1994: Das Paradies am Ende der Berge (TV)
- 1995: Der schwarze Fluch (TV)
- 1996: Klinik unter Palmen (TV)
- 1998: Der König von St. Pauli (TV)
- 1998: Die unerwünschte Zeugin (TV)
- 2024: Dahoam is Dahoam

### Drehbücher
- 1984: Mama Mia – Nur keine Panik
- 1985: Rote Rosen für ein Callgirl
- 1986: Kunyonga – Mord in Afrika
- 1988: Killing Blue
- 1993: Der blaue Diamant
- 1994: Das Paradies am Ende der Berge
- 1995: Der schwarze Fluch